# Stazione di Yorckstraße
La stazione di Yorckstraße è una fermata ferroviaria di Berlino, sita nel quartiere di Schöneberg. È posta sotto tutela monumentale (Denkmalschutz).

## Movimento
La stazione è servita dalle linee S 2 e S 25 della S-Bahn.

## Interscambi
- Fermata ferroviaria (Yorckstraße (Großgörschenstraße))
- Fermata metropolitana (Yorckstraße, linea U 7)
- Fermata autobus